# Minószi művészet

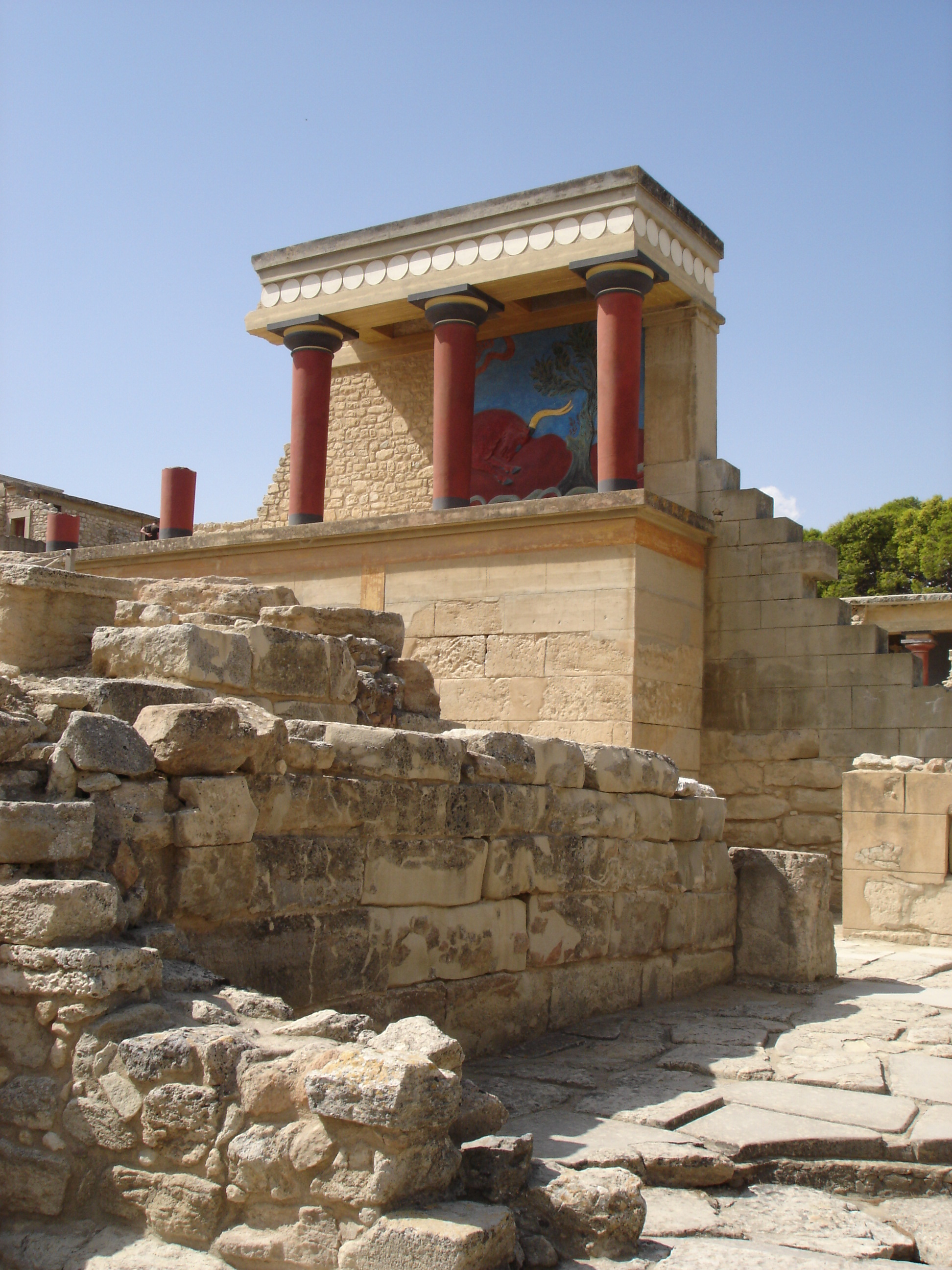
A knósszoszi palota egyik részletének rekonstrukciója

A minószi művészet a bronzkori, i. e. 3000 és i. e. 1100 közötti krétai minószi civilizáció művészete volt. Fénykora az úgynevezett második palotakorszakra, i. e. 1700 és i. e. 1450 közötti időszakra esik. Az egyiptomitól eltérően a krétai művészt főleg az élet változékony, mulandó oldala érdekelte. E kultúra és művészet hordozóinak írása, a lineáris A írás egyelőre megfejtetlen.

## Építészet és freskófestészet

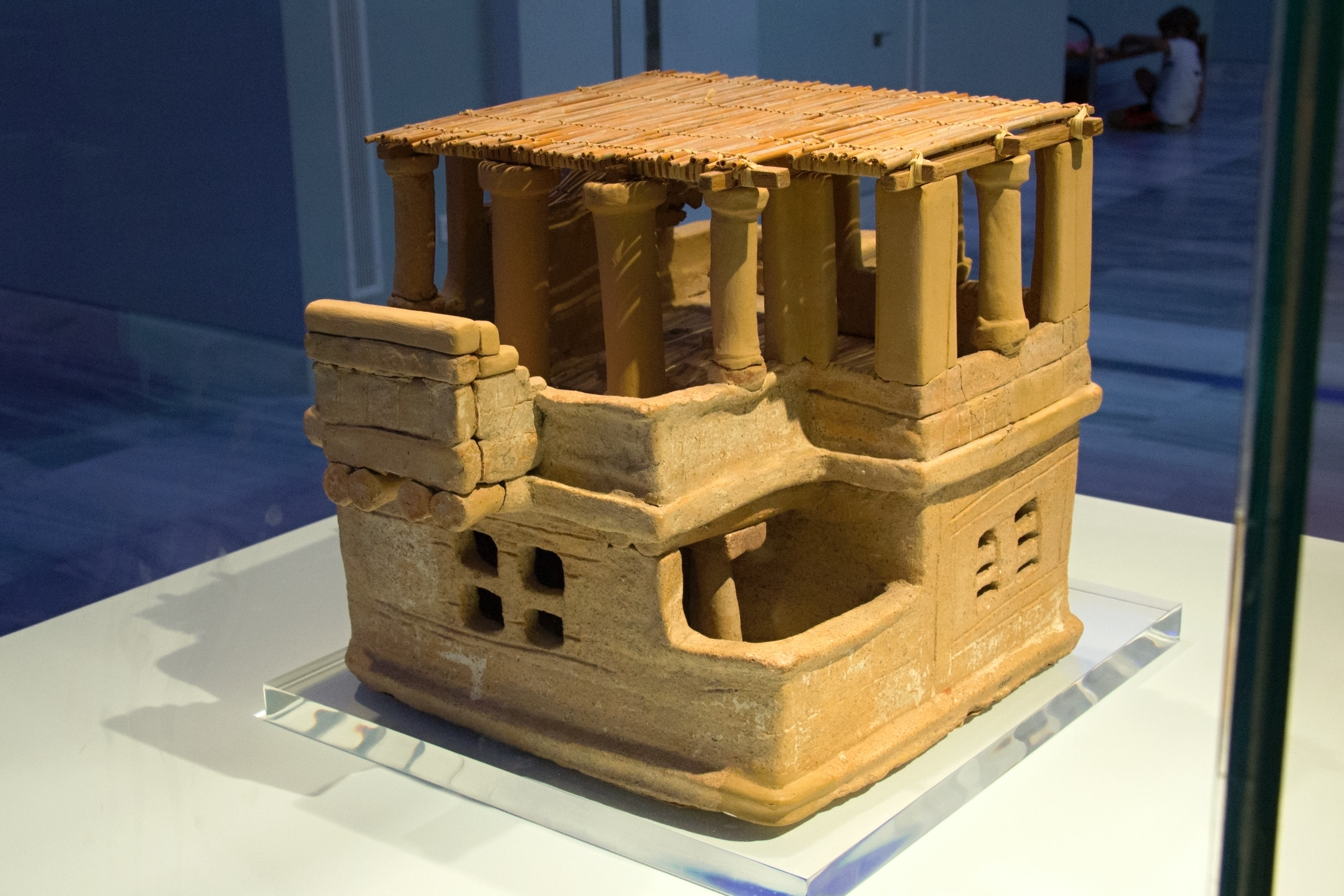
Korabeli lakóház i. e. 1700 körüli modellje, Arkhanesz lelőhelyéről

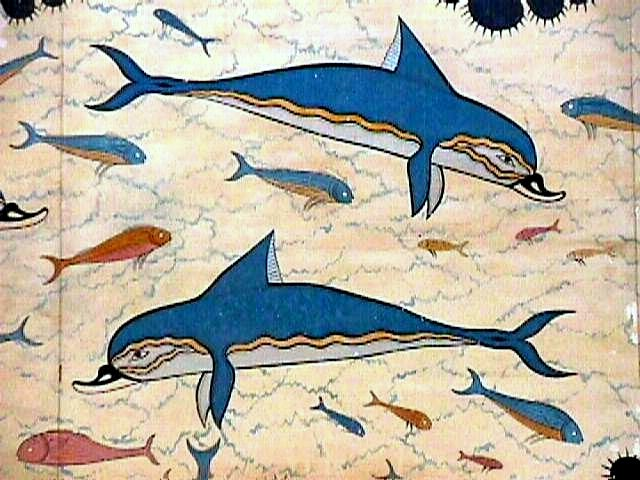
Delfinek egy knósszoszi freskón

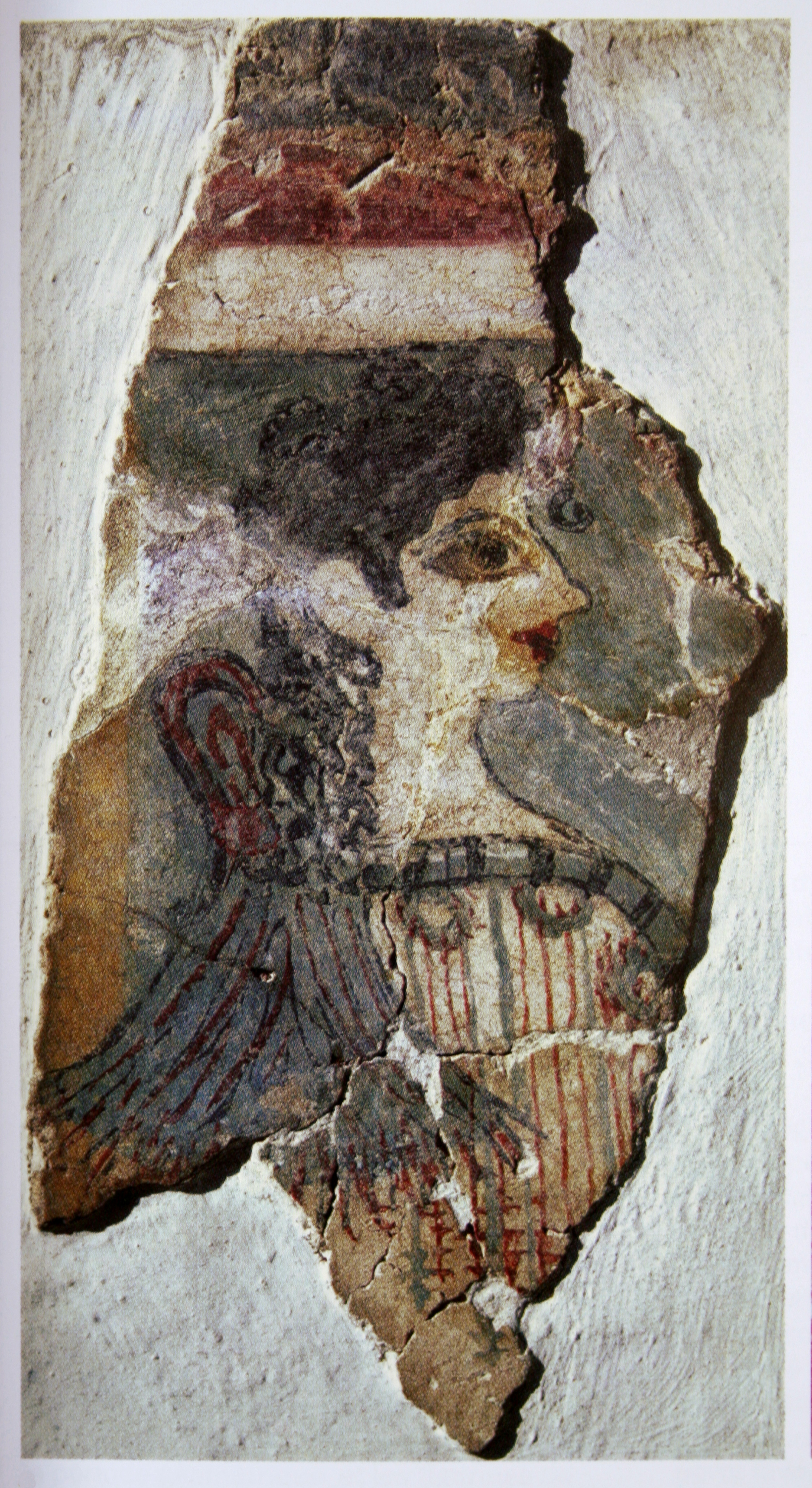
Női alak profilban, knósszoszi falfestmény

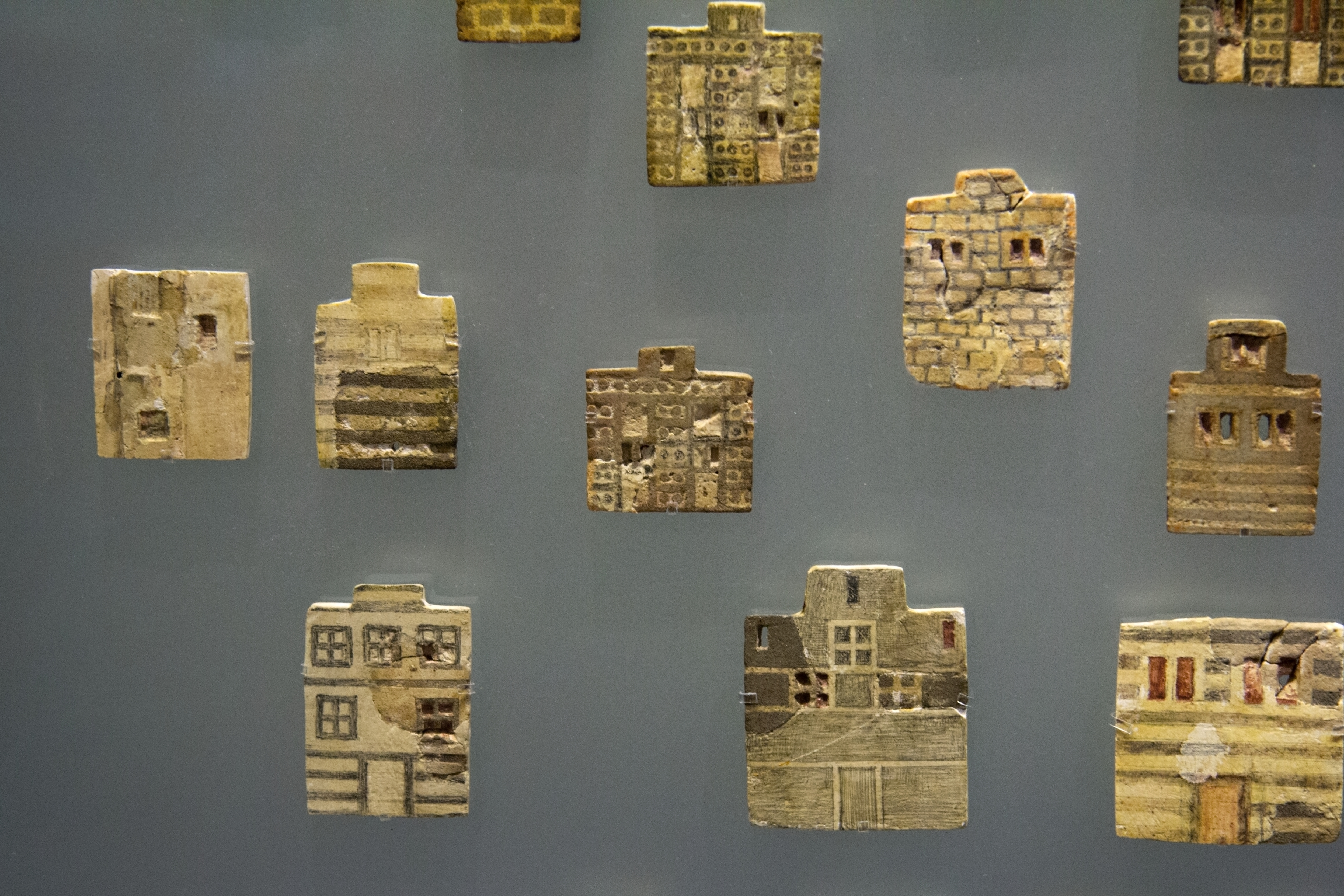
Korabeli házakat ábrázoló fajansz lapocskák

A legfontosabb épületek, a paloták, de egyes vidéki udvarházak építésénél is hatalmas, simára faragott mészkőtömböket használtak. Az egyszerűbb épületek esetében nyers mészkövet alkalmaztak, a falakat szürke vakolattal vonták be. Knósszoszban és Zakróban terrakotta csövekből kiépített csatornarendszer működött, az egykori palaikasztrói főutcán pompás kő vízlevezetőt tártak fel. Arkhaneszben és Zakróban kör alakú fürdőmedencéket találtak, amelyekbe lépcsősor vezetett le. Ajía Triáda, Knósszosz, Mürtosz-Pürgosz és Phaisztosz korabeli lelőhelyein szellemesen megtervezett udvarokat, központi termeket találtak, a falak burkolata vékony gipsz vagy sávos, színes mészpát lemezekből állt.
A korabeli minószi művészet egyik csúcsát a a környezetet és a társadalom egyes jeleneteit ragyogó színekkel ábrázoló freskók, falfestmények jelentették. A sziget számos lelőhelyén fennmaradt festmény-részletek bikát átugró akrobatát, úszó delfineket, virágos réten csapat majmot, drága öltözetű udvari dámákat, értékes edényeket felvonultató férfiakat, de még kocsijeleneteket is ábrázolnak. Egy kis freskó lelátón tömörülő hölgyeket, mögöttük ujjongó férfiakat ábrázol, akik valamiféle (sport)jelenet nézői lehettek. A minószi művészet legteljesebb fennmaradt freskóit Szantorini szigetén, a minószi kitörés által beborított Akrotiri lelőhelyén találták meg.
A gyakran visszatérő geometrikus elemek (spirál, labrüsz) mellett az élet hihetetlen diverzitása jelenik meg a minószi festményeken. Rengeteg növény- és állatfajt ábrázoltak, az egyiptomi művészettől eltérően mozgás közben úgy, hogy az adott formát a mozgást kifejezendő akár még torzították is. Az emberalakok is mozgás közben jelennek meg (birkózás, bikaugratás, ajándékvivők). Az alakokat nem egyéniesítették, mindig kisportolt alakú férfiakat, telt keblű nőket ábrázoltak.

## Kézművesség

### Kerámia
A minószi civilizáció virágkorában a kézművesek rendkívül sokféle terméket gyártottak. A százszámra előállított legkülönbözőbb tárolóedények, használati tárgyak mellett a fazekasok művészi igényű finom asztali edényeket is készítettek vörös vagy fekete, a késő minószi korban fehér festéssel is. A korszak elején, a középső minószi III. periódusban még hatott a megelőző, az első palotakorszak divatja: lilás és sötét felületeken fehér csigavonalak és pettyek.
A késő minószi I A (római egy per á) korban (i. e. 1550–1500) elterjedt a világos felület, a csigavonalak, a sásminták és a hullámvonalas csíkozás. Az utolsó késő minószi korban, az I B fázisban (i. e. 1500–1450) néhány knósszoszi műhely finom csészéit, kancsóit különböző növények motívumaival díszítette, és talán csak az egyikük alkalmazta a híressé vált tengeri stílust, a halak, kagylók, csigák, polipok ábrázolását.
A krétai vázák finom művészi ízlésről tanúskodnak. Némelyik kehely alakú, vagy vékony falú. A Kamaresz-stílusú, korai minószi vázák az i. e. 2. évezred elejéről származnak, kétszínűek, szabad növényi minták díszítik őket, melyeknek lekerekített sziromleveleik és körbefutó vonalritmikájuk volt. Gyakori motívum a kettős spirál, ami az élet szimbóluma. E stílus legjobb példája a tintahalat ábrázoló polipos vagy gurniai váza. A tintahal nemcsak mint egyszerű rajz jelenik meg az edényen, hanem körül is öleli azt. A váza formája lekerekített körvonalaival és füleivel is kitűnő összhangban van az állat mintájával. Itt mindent hullámzó, lendületes vonalak fejeznek ki, ezekkel érzékeltette a krétai művész az életet. Ez a polipos váza azt bizonyítja, hogy a kultúrák apró tárgyakból is műértéket tudtak teremteni. A méloszi vázán is - amit egy tulipán mintája díszít - a virág körvonala simul az edény falához. A körvonalak lágy hullámzása harmóniát teremt a tárgy és a dekoráció között.

### Fémművesség
A fémművesek is sokféle tárgyat állítottak elő, és sokféle fémmel dolgoztak. A korra jellemzően a fő alapanyag természetesen a bronz volt, tömegesen találtak bronzüstöt tálat, kannát, hüdriát és mécsest a knósszoszi palotában, Mokhloszban és helyenként másutt is. Tülisszoszban több lemezből összeszegecselt bronzüstöket találtak. Bronzból formáltak sokféle élethű szobrocskát is. A bronzszerszámok és fegyverek egy része is díszes volt, nem mindennapi használatra készült.
Az aranyművesség egyik ismert csúcspontját jelentik a vaphiói aranyserlegek, amelyek a késő minószi I. periódusban (i. e. 15. század) készültek és egy Spárta melletti temetkezési helyen találták meg őket. Ezeken már a térábrázolás is látszik.
Az ezüstöt is gyakran alkalmazták a kézművesek, a knósszoszi úgynevezett „déli házban” egész ezüst étkészletet találtak.

### Kőfaragás
A legkülönbözőbb kövek megmunkálásának ősi művészete is kiemelkedő szintre jutott ebben a korban. Százszámra készítettek edényeket a legnépszerűbb kőfajtából, a kékesfekete foltos szerpentinből, de megmunkálták az alabástromot, a breccsát, a gipszkövet, a márványt, különböző mészköveket, de a legkeményebb kőfajtákat, a spártai bazaltot, a porfirt, az obszidiánt, a hegyikristályt is fúrták, csiszolták, faragták. Az ezekből a nemes anyagokból készült edényeket domborműves jelenetekkel díszítették, mint például a krétai bezoárkecskék által őrzött hegyi szentély képe egy zakrói edényen.
A kor kőfaragó mestereinek legnagyszerűbb alkotásai a vésett pecsétlőkövek, amelyekből sok száz darabot találtak. Ezek egy része féldrágakövekből készült, mint a kalcedon, hematit, jáspis, lazúrkő.
A kézművesek alapanyagai közé tartozott gipsz, a fajansz és az elefántcsont is. Zakróban hatalmas elefántagyarakat találtak, amelyek megmunkálásra vártak.
A különböző anyagokkal dolgozó mesterek nagyon hasonló volt, utánozták egymás megoldásait. A férfi és női alakok megformálása például teljesen egységes felfogásban jelenik meg a legkülönbözőbb dísztárgyakon, még a pecsétlőköveken is. Szakmai tudásuk mai szemmel nézve is kimagasló volt, magabiztosan csiszoltak például kagyló alakú rhütont a könnyen hasadó obszidiánból, ezüstszegecseket illesztettek bronz kardokba, és sok más hasonló műszaki bravúrt hajtottak végre.

### Sírépítészet
Az első palotakorszakból továbbhozott megalitikus, többnyire kör alaprajzú sírokba számos személyt temettek. I. e. 1600 körül újabb ilyen sírt is építettek Knósszosz közelében. az egyik itteni síron lineáris A írással készült felirat látható. Többfülkés kamrasírokat is alkalmaztak. A sírmellékletek gyakran gazdagok voltak. A kor sűrű településhálózatához képest viszont aránytalanul kevés temetőt, sírt találtak eddig.

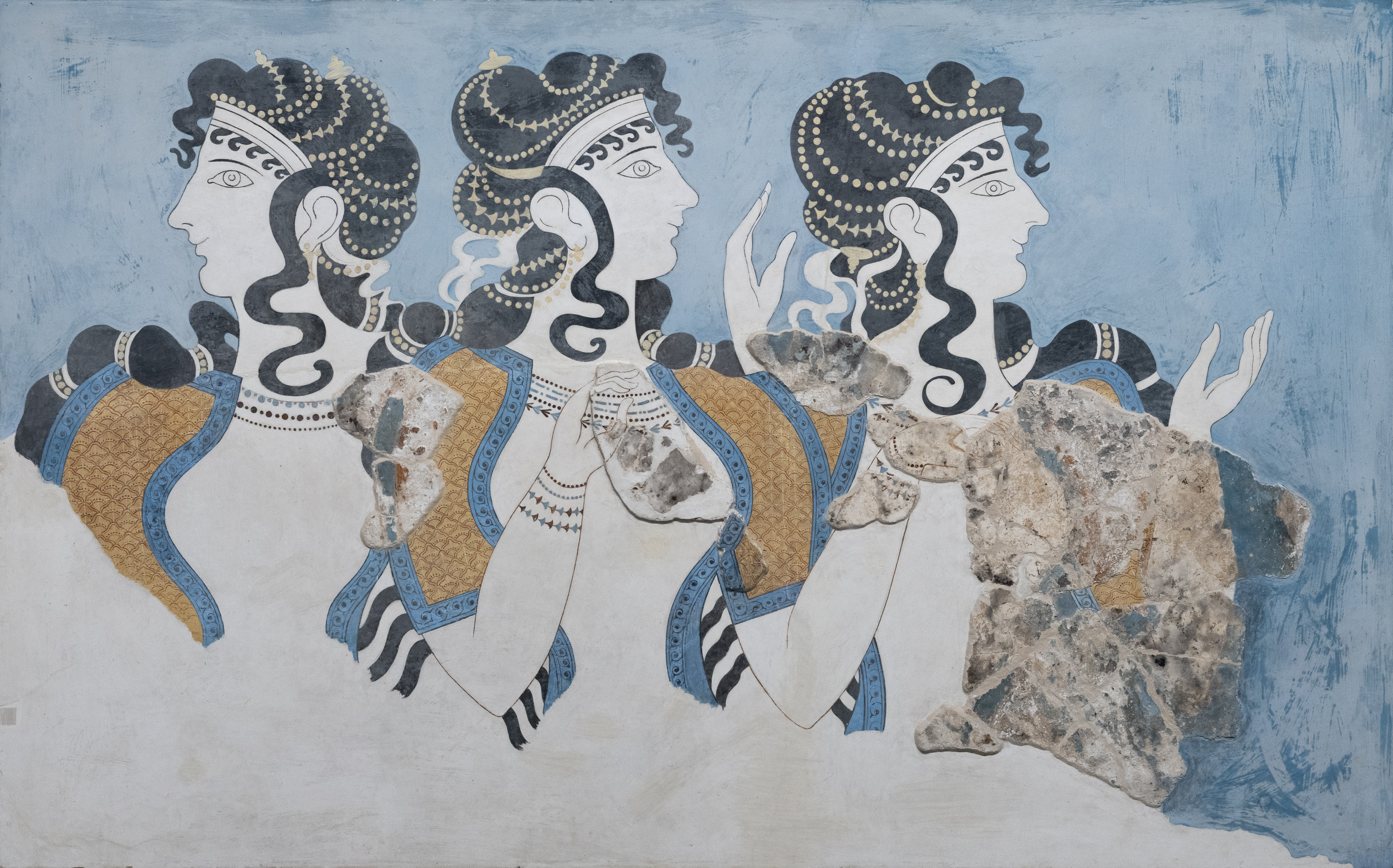
Freskó
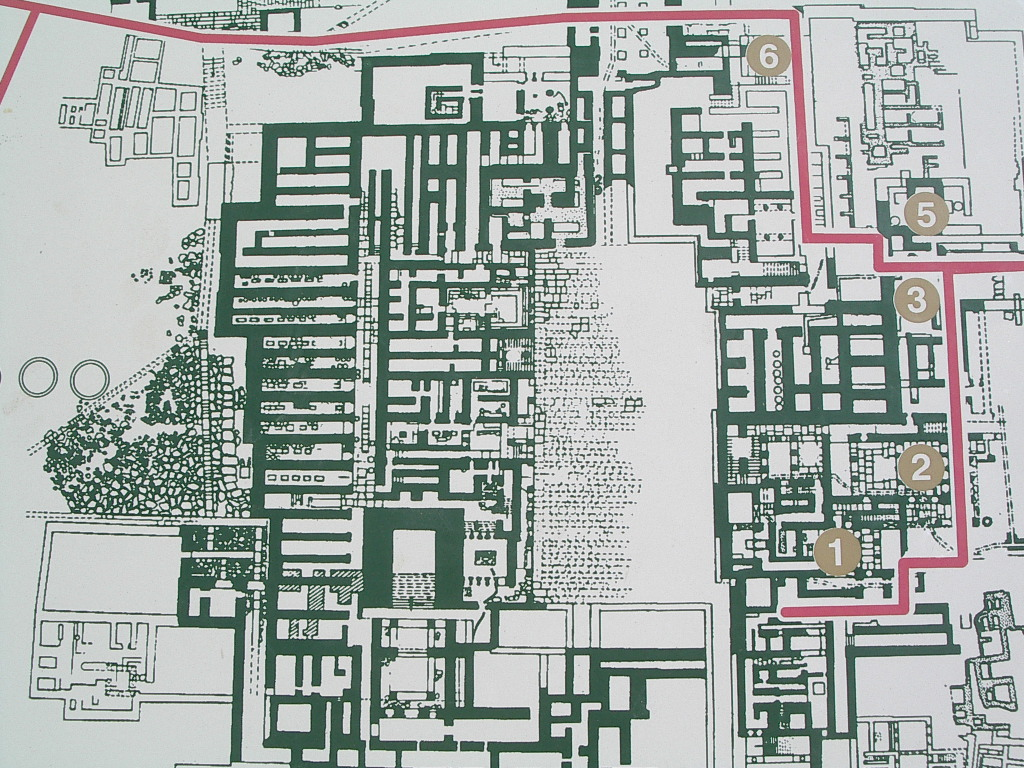
Knósszosz alaprajza
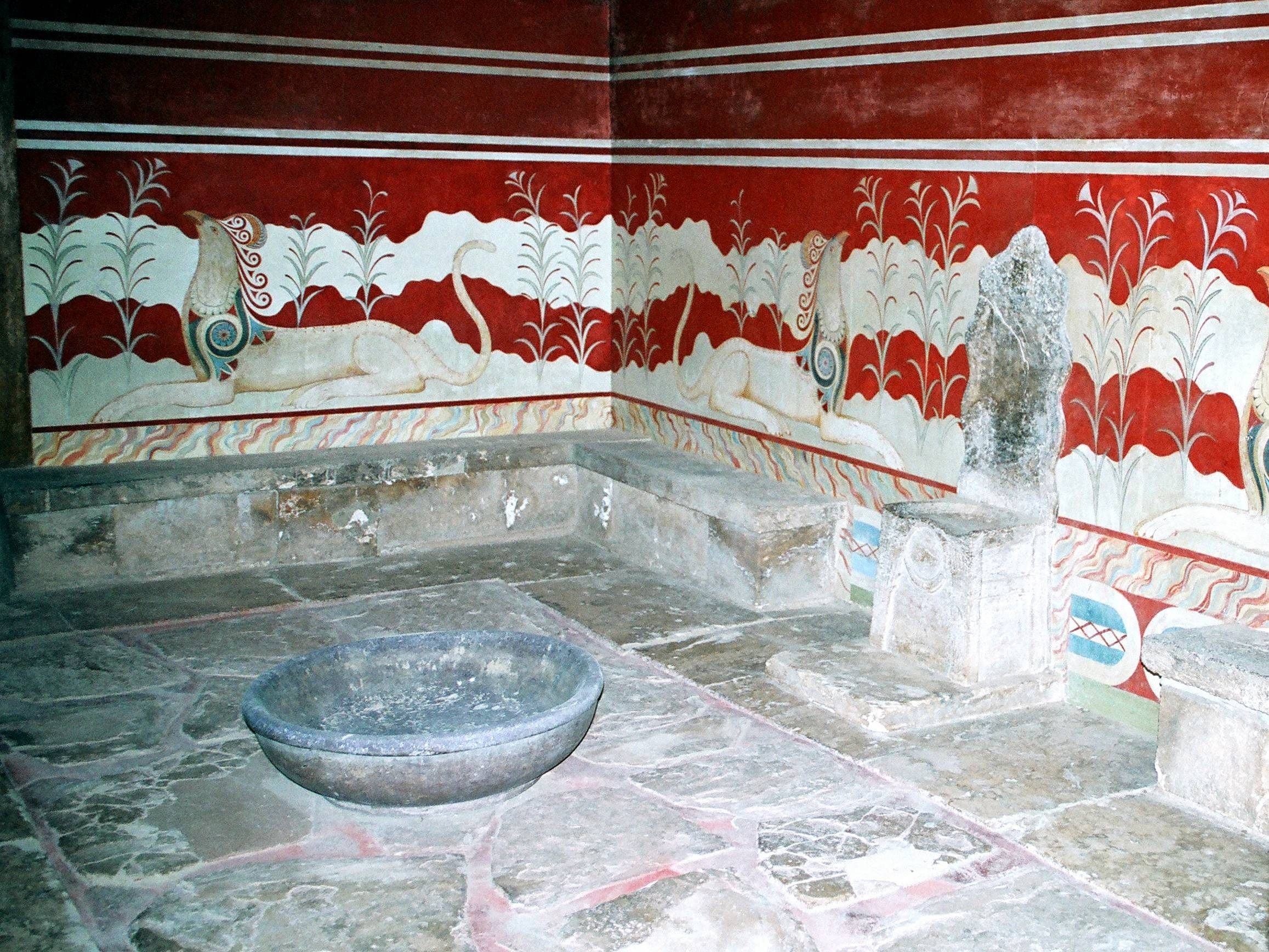
A knósszoszi palota „trónterme”
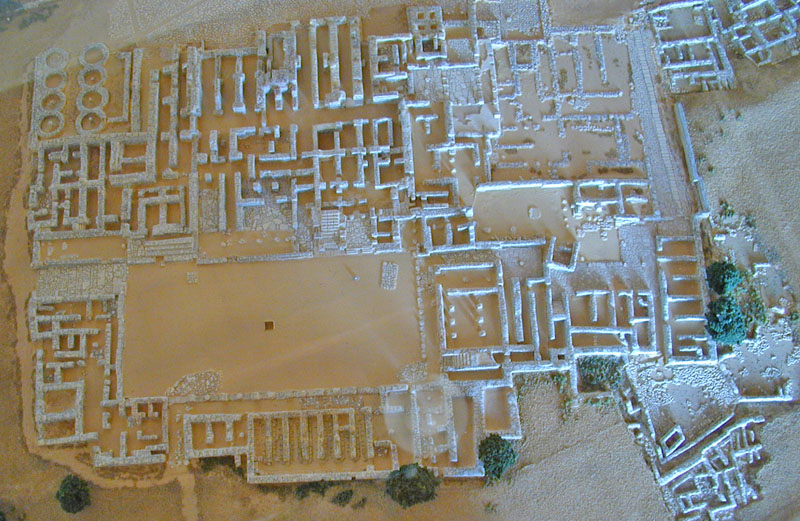
Mallia makettje
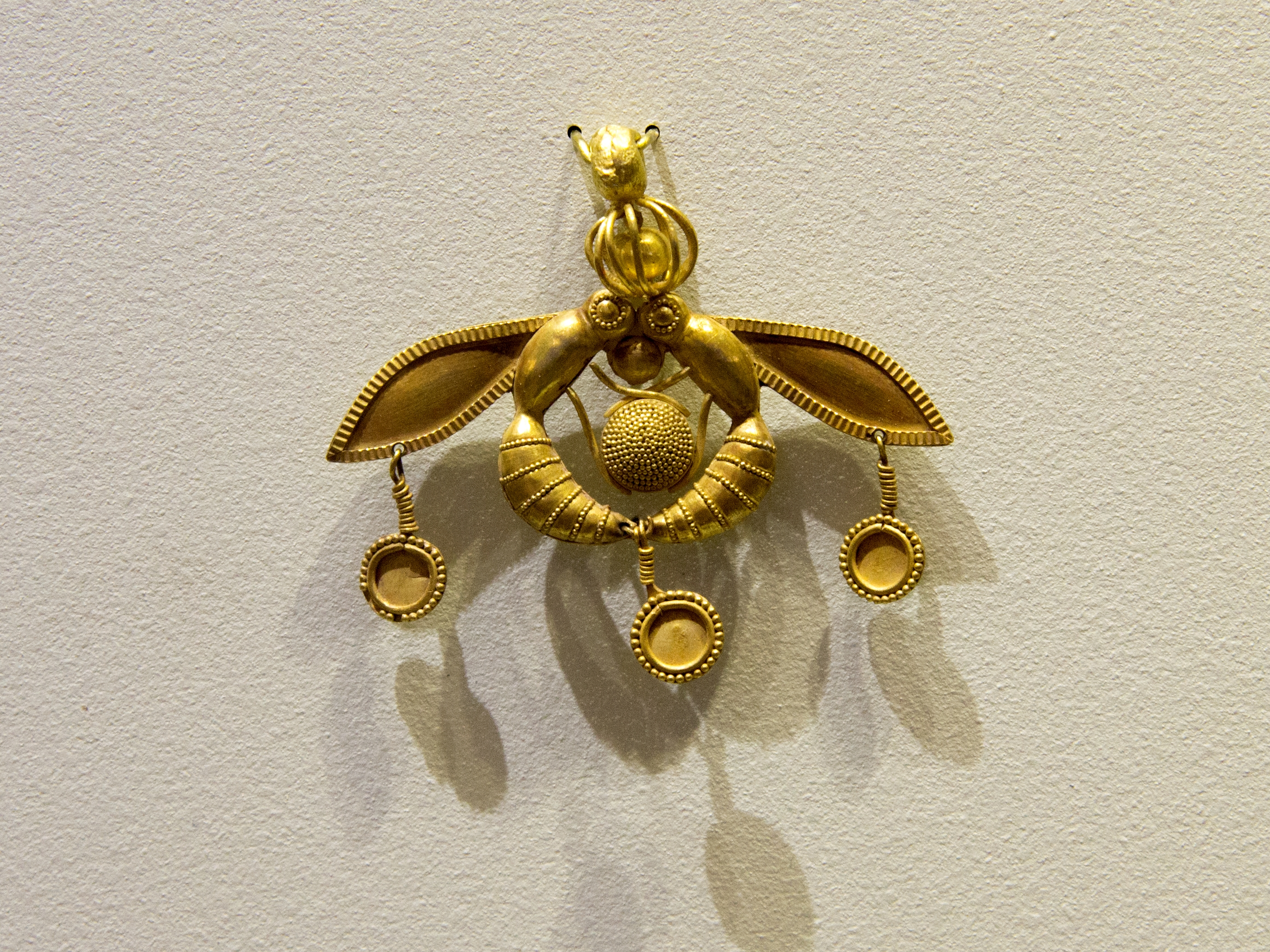
Méhes csüngő Malliáról
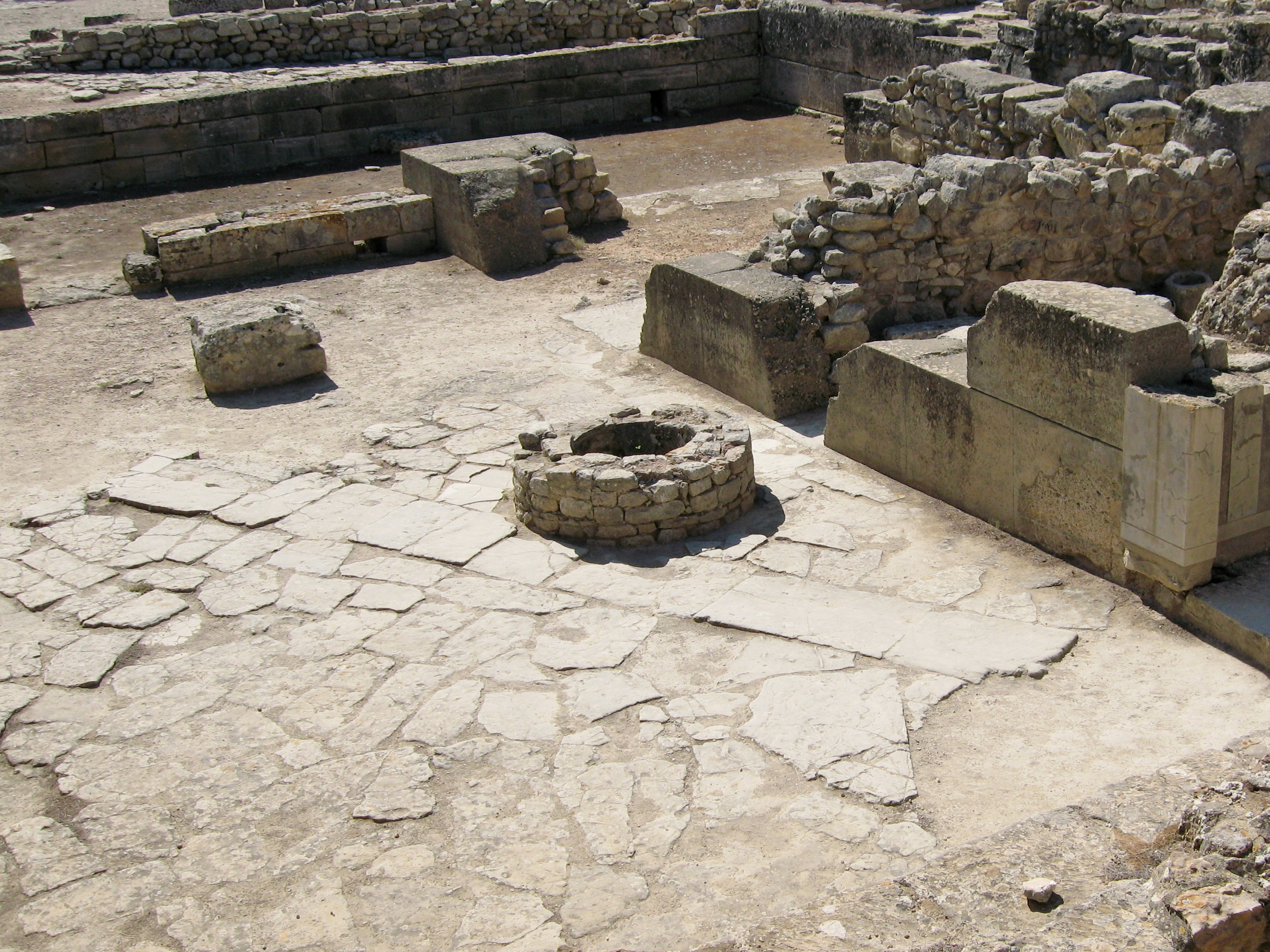
Phaisztosz
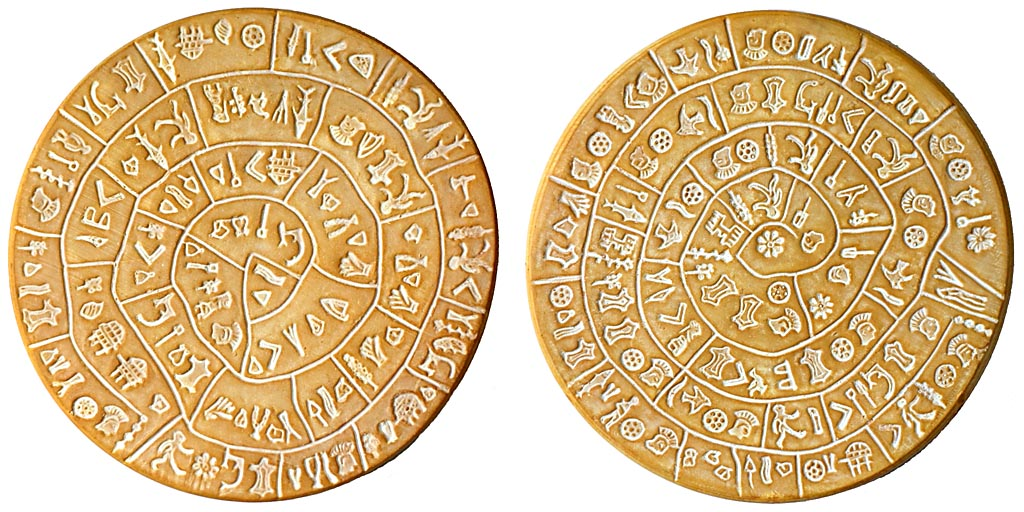
A phaisztoszi korong
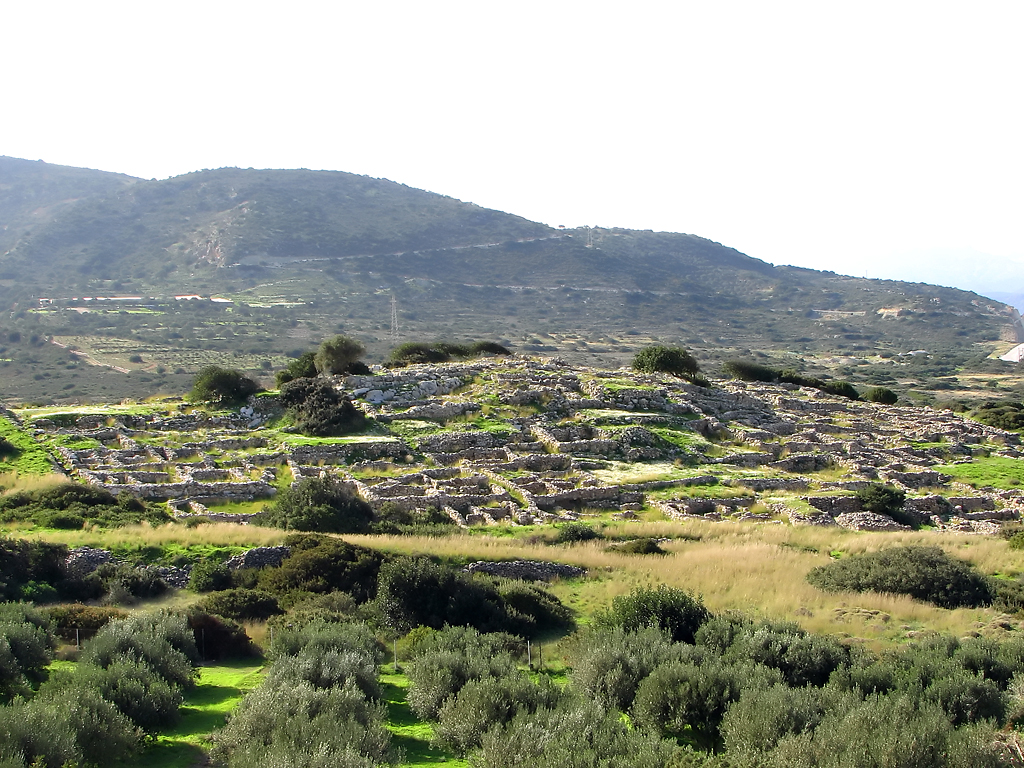
Gurnia
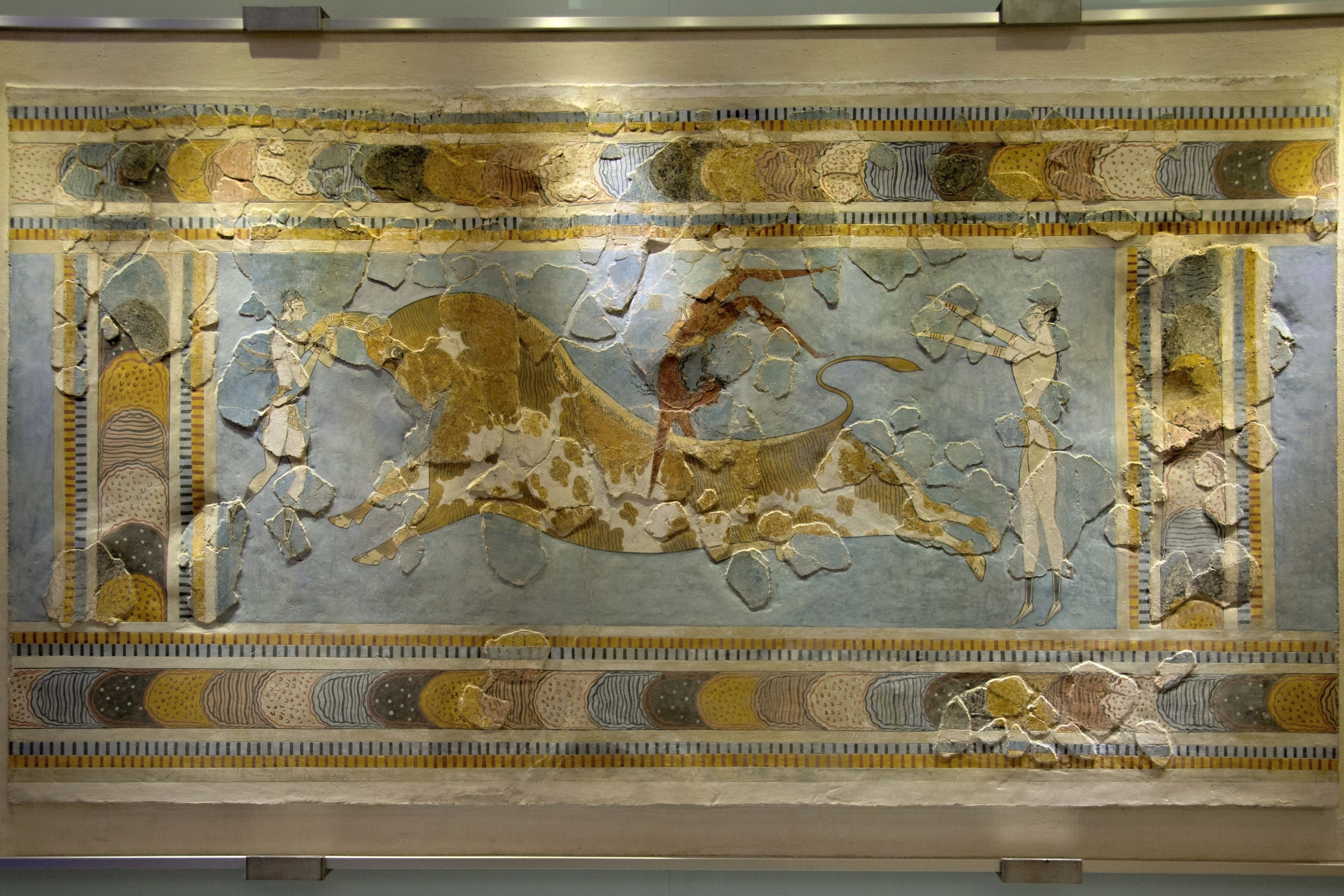
Bikaugratás ábrázolása

## A minószi művészet utóélete
A krétai művészet nagy hatással volt a Kykládok szigetcsoportjain lévő kykladikus kultúrára, majd a helladikus kultúrát, ami a mükénéi kultúra közvetlen előzménye. A civilizáció fokozatos pusztulásával egy időben vették át az akhájok a hatalmat. A pelaszgok eltűntek a történelem színpadáról.

## A minószi művészet felderítése
Heinrich Schliemann 1870-es évekbeli régészeti szenzációi az ókori szövegek alapján Krétára is felhívták a figyelmet. Schliemann maga is szeretett volna Krétán ásatást folytatni, erre azonban csak 1900-ban, az angol Arthur Evansnek volt először alkalma. Evans megtalálta a knósszoszi palotát, és nyomán megindult a sziget régészeti kultúrájának feltárása.